# قرار مجلس الأمن التابع للأمم المتحدة رقم 1340
قرار مجلس الأمن التابع للأمم المتحدة رقم 1340، المتخذ بالإجماع في 8 شباط / فبراير 2001، بعد التذكير بالقرارات 808 (1993) و827 (1993) و1166 (1998) و1329 (2000)، أحال المجلس قائمة المرشحين لمنصب قضاة دائمين في المحكمة الجنائية الدولية ليوغوسلافيا السابقة إلى الجمعية العامة للنظر فيها.

وكانت قائمة المرشحين التي اقترحها الأمين العام كوفي عنان على النحو التالي: 
- ريتشارد باندا (ملاوي)
- محمد أمين العباسي المهدي (مصر)
- ديفيد هانت (أستراليا)
- كلود جوردا (فرنسا)
- أو-غون كوون (كوريا الجنوبية)
- ليو داكون (الصين)
- عبد الرؤوف محبولي (تونس)
- ريتشارد ماي (المملكة المتحدة)
- تيودور ميرون (الولايات المتحدة).
- فلورنس نديبيلي مواشاندي مومبا (زامبيا)
- رافائيل نييتو نافيا (كولومبيا)
- ليوبولد نتاهومباغازي (بوروندي)
- ألفونسوس مارتينوس ماريا أوري (هولندا)
- فاوستو بوكار (إيطاليا)
- جونا راهتلاه (مدغشقر)
- باتريك ليبتون روبنسون (جامايكا)
- ألميرو سيمويس رودريغيز (البرتغال)
- ميريام ديفينسور سانتياغو (الفلبين)
- فولفغانغ شومبورغ (ألمانيا)
- محمد شهاب الدين (غيانا)
- ديميتراكيس ستيليانيدس (قبرص)
- كريستر ثيلين (السويد)
- فولوديمير فاسيلينكو (أوكرانيا)
- كرم شاند فوهراه (ماليزيا)

## روابط خارجية
- نص القرار في undocs.org